# Iglesia Parroquial de San Juan (Rapperswil)
La Iglesia Parroquial de San Juan o la Iglesia de San Juan (en alemán: Stadtpfarrkirche St. Johann) es una iglesia parroquial católica en la ciudad de Rapperswil, en el cantón de St. Gallen, en el país europeo de Suiza.
La iglesia está situada junto al castillo de Rapperswil en la llamada colina Herrenberg en el noreste del Stadtmuseum Rapperswil. El cementerio católico de la ciudad se sitúa al norte de la iglesia, algunos metros hacia el noroeste se encuentra la llamada Liebfrauen Kapelle (capilla de Santa María), construida en 1489 en el antiguo osario. A día de hoy es la capilla del cementerio y también popular para bodas gracias a su ubicación con vistas al lago Kempratnerbucht Kempraten.
La parroquia de San Juan fue fundada por el conde Rudolf von Rapperswil III en 1253, y ahora es la parroquia católica Rapperswil-Jona que comprende alrededor de 3.900 devotos y el área de la ciudad de Rapperswil (Jona tiene su propia parroquia católica). Juan el Bautista es el santo patrón de la parroquia desde el 1253.